# North Sioux City
North Sioux City – miasto w Stanach Zjednoczonych, w stanie Dakota Południowa, w hrabstwie Union, położone na przedmieściach Sioux City, nad rzeką Big Sioux.